# Ghiacciaio Rotunda
Il ghiacciaio Rotunda è un ghiacciaio lungo circa 10 km situato nella regione centro-occidentale della Dipendenza di Ross, in Antartide. Il ghiacciaio, il cui punto più alto si trova a circa 1700 m s.l.m., si trova in particolare nella parte nord-occidentale delle Dorsale Royal Society, dove fluisce verso nord scorrendo tra il monte Count, a est, e il massiccio Colwell, a ovest, fino a unire il proprio flusso a quello del ghiacciaio Ferrar.

## Storia
Il ghiacciaio Rotunda è stato mappato dai membri della spedizione Terra Nova, condotta dal 1910 al 1913 e comandata dal capitano Robert Falcon Scott, ma è stato indicato con il suo attuale nome per la prima volta solo nel rapporto "Tephra in Glacier Ice", stilato da J. R. Keys, P. W. Anderton e P. R. Kyle dopo le stagioni 1973-74 e 1974-75. Tale nome fu scelto dai tre ricercatori in associazione con un picco roccioso chiamato appunto "Rotunda" situato sul lato occidentale del ghiacciaio.